# Чемпіонат Європи з художньої гімнастики 2000
Чемпіонат Європи з художньої гімнастики 2000 пройшов з 1 по 4 червня в місті Сарагоса, Іспанія.

## Суддівський скандал у Сарагосі
У 2000 році на європейській першості в Сарагосі (Іспанія) оцінка суддями виступів Олени Вітриченко стала приводом для гучного скандалу. На підставі аналізу відеозаписів її виступів було виявлено, що кілька суддів необ'єктивно занижували оцінки. Федерація гімнастики визнала винними суддів Дерюгіну, Наталію Степанову (Білорусь), Ґабріелу Штюмер (Австрія), Галину Маржину (Латвія), Урсулу Золенкамп (Німеччина) і Наталію Ладзинську (Росія).
Потім президент Гімнастичного Технічного Комітету Абруззіні, стала вимагати суворішого покарання для суддів. В результаті 6 винних суддів були дискваліфіковані на рік. Країни мали відібрати інших суддів для Сіднейських Олімпійських ігор, які б відповідали вимогам Федерації художньої гімнастики. Інших 26 суддів, які судили в Сарагосі, також попередили і їм не дозволили судити в Сіднеї. Вперше в історії художньої гімнастики (взагалі дуже суб'єктивному виді спорту), було доведене і покаране упереджене суддівство.

## Медалісти
| Дисципліна         | Золото                                 | Срібло                                | Бронза                             |
| Команда            | Команда                                | Команда                               | Команда                            |
| ------------------ | -------------------------------------- | ------------------------------------- | ---------------------------------- |
| Командна першість  | Росія Юлія Барсукова Аліна Кабаєва     | Білорусь Юлія Раскіна Валерія Ваткіна | Німеччина Едіта Шауфлер Лена Асмус |
| Особиста першість  |                                        |                                       |                                    |
| Абсолютна першість | Аліна Кабаєва (RUS)                    | Юлія Раскіна (BLR)                    | Юлія Барсукова (RUS)               |
| Вправа з обручем   | Аліна Кабаєва (RUS) Єва Серрано (FRA)  | Ніхто не нагороджено                  | Юлія Барсукова (RUS)               |
| Вправа з м'ячем    | Аліна Кабаєва (RUS) Юлія Раскіна (BLR) | Ніхто не нагороджено                  | Юлія Барсукова (RUS)               |
| Вправа з скакалкою | Юлія Барсукова (RUS)                   | Тамара Єрофеєва (UKR)                 | Аліна Кабаєва (RUS)                |
| Вправа з стрічкою  | Аліна Кабаєва (RUS)                    | Єва Серрано (FRA)                     | Юлія Раскіна (BLR)                 |

## Медальний залік
| Місце               | Країна              | Золото | Срібло | Бронза | Загалом |
| ------------------- | ------------------- | ------ | ------ | ------ | ------- |
| 1                   | Росія (RUS)         | 6      | 0      | 4      | 10      |
| 2                   | Білорусь (BLR)      | 1      | 2      | 1      | 4       |
| 3                   | Франція (FRA)       | 1      | 1      | 0      | 2       |
| 4                   | Україна (UKR)       | 0      | 1      | 0      | 1       |
| 5                   | Німеччина (GER)     | 0      | 0      | 1      | 1       |
| Загалом (5 збірних) | Загалом (5 збірних) | 8      | 4      | 6      | 18      |